# 石松量蔵

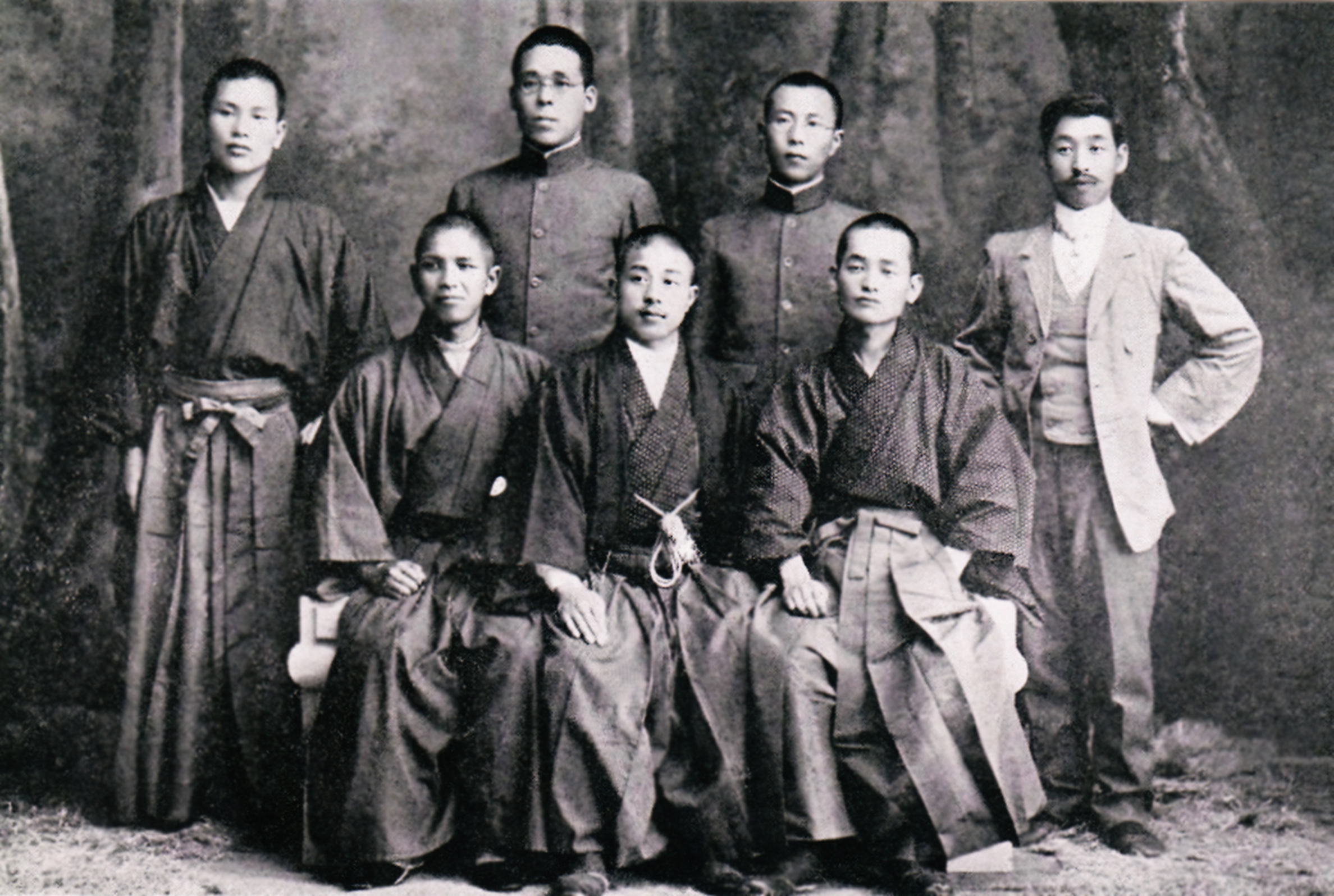
明治45年（1912年）4月 九州学院神学部（現 ルーテル学院大学）学生（前列左より）石松量蔵、川瀬徳太郎（中央）、本田傳喜、（後列左より）渡辺潔、亀山萬里、三浦豕、武藤醇

石松 量蔵（いしまつ りょうぞう、1888年（明治21年）9月28日 - 1974年（昭和49年）4月23日）は、日本の盲目の牧師。

## 生涯
1888年に福岡県宗像郡鐘崎村（岬村、玄海町を経て現宗像市鐘崎）に生まれる。生まれつき盲目であったために義太夫を学んで芸道をするようになったが、独学で盲唖学校教師になった。
佐賀ルーテル教会でキリスト教に入信して、献身する。九州学院神学部で神学を学ぶ。九州学院で最初に受け入れた全盲が学生だった。戦後、日本福音ルーテル教会の牧師として熊本、横浜市、広島市、東京都羽村市の教会で働いた。

## 年譜
- 1888年9月28日 福岡県鐘崎で生まれる
- 1900年 母の勧めで三味線を習い始める。これ以降、日本音曲の世界に入る[1]
- 1907年 鍼灸マッサージ師免許を取得[1]（これ以前から日本盲人会に入会し、内村鑑三やヘレン・ケラーの著書を点字で読むようになる[2]）
- 1908年 - 1910年 佐賀盲唖学校の鍼灸マッサージ教師をつとめる[1]。この時から日本音曲の世界から離れる
- 1911年10月 熊本の九州学院神学部（ルーテル神学校）に第1期生として入学[1]
- 1915年6月 同校を卒業[1]
- 1916年 早稲田大学文学部哲学科の聴講生になる[1]。平方龍男や中村京太郎と友情を結ぶ
- 1918年 熊本福音ルーテル教会の副牧師となる[1]
- 1925年 『盲人心理の研究』を自費出版する[1]
- 1926年　熊本ルーテル教会堂で内藤エイと結婚[3]
- 1927年　長男である石松仰が誕生[3]
- 1928年 ロサンゼルスの世界日曜学校大会に出席[1]
- 1929年　長女である石松美穂子が誕生[3]
- 1934年　次男である石松効が誕生[3]
- 1948年 熊本県の児童福祉委員となる[1]
- 1950年 熊本県福祉審議会委員となる[1]
- 1951年 全国社会事業協会により功労者として表彰される[1]。日本盲人キリスト教伝道協議会の副議長になる[1]
- 1953年 福音ルーテル教会を母体として日本福音ルーテル健軍教会付近に熊本ライトハウスを創設[4][5]。
- 1953年　以降、横浜、広島、保谷市、羽村の各教会で牧会生活をする。
- 1965年 自伝『盲目の恩寵』を出版する[1]
- 1969年 牧師を引退し[1]、大阪府四条畷市の隠退牧師寮ルーテルホームに住む
- 1974年4月23日 大阪ルーテルホームにて86歳で逝去

## 備考
- 『道ひとすじ―昭和を生きた盲人たち―』で、昭和時代に活躍した著名な盲人100人の一人に挙げられている。
- 自伝『盲目の恩寵―盲人牧師の記録―』は、大空社の「盲人たちの自叙伝」第1期20冊の1冊として復刻された。